# IC 5152
IC 5152 ist eine irreguläre Galaxie vom Hubble-Typ IA(s)m? im Sternbild Indianer am Südsternhimmel und ist etwa 4 Millionen Lichtjahre von der Milchstraße entfernt. 
Trotz eines Sterns im Vordergrund der Magnitude 7,7 (HD 209142) gehört sie zu den Galaxien, deren einzelne Sterne am leichtesten aufgelöst und beobachtet werden können. Es ist eine offene Frage, ob IC 5152 noch als entferntes Mitglied zur lokalen Gruppe gehört.

Im selben Himmelsareal befindet sich u. a. die Galaxie NGC 7168. 
Das Objekt wurde im Jahr 1899 von dem Astronomen DeLisle Stewart entdeckt.